# Alim Qurbanov
Alim Qurbanov (ur. 5 grudnia 1977) – azerski piłkarz grający na pozycji pomocnika, od 2004 roku występujący w Xəzər Lenkoran. W reprezentacji Azerbejdżanu zadebiutował w 1998 roku. Do tej pory rozegrał w niej 10 meczów, w których zdobył jedną bramkę (stan na 26 października 2012).